# Regionalni naravni park Causses du Quercy
Regionalni naravni park Causses du Quercy (francosko Parc naturel régional des Causses du Quercy) leži v francoskem departmaju Lot v regiji Oksitanija. Srce tega naravnega parka vključuje apnenčaste planote Causse de Gramat, Causse de Saint-Chels in Causse de Limogne. Causse de Martel, severno od reke Dordogne, ki ni del ozemlja parka. Park se razteza približno med mesti Souillac na severu, Figeac na vzhodu, Caussade na jugu in Cahors na zahodu. 5. maja 2017 je naravni park prejel status Unescovega globalnega geoparka.

## Upravljanje parka
Naravni park je bil ustanovljen 1. oktobra 1999 in se danes razprostira na površini okoli 185.500 hektarjev. Uprava parka ima sedež v Labastide-Muratu (44°38′56″N 01°34′02″E / 44.64889°N 1.56722°E), kjer je " Maison du Parc". Park sestavljata 102 skupnosti z zbirnim območjem okoli 30.000 prebivalcev.

## Večja naselja v parku
- Gramat
- Labastide-Murat
- Livernon
- Lauzès
- Saint-Géry
- Cajarc
- Limogne-en-Quercy
- Lalbenque

## Pokrajina
Zaradi svoje izjemne lepote in nizke gostote prebivalstva je območje ena najbolj impresivnih pokrajin v Franciji. Vendar je izraz planota varljiv - relief je v višinskem območju od 300 do 400 metrov skoraj vedno gričevnat. Doline rek Dordogne, Lot in Célé sestavljajo Causses de Quercy – francosko naravno regijo, sestavljeno iz apnenčastih planot – v smeri vzhod-zahod.
Park vključuje naslednje naravne krajine in biotope:
- apnenčaste planote (francosko Causses)
  - Causse de Gramat (med Dordogne in Lotom)
  - Causse de Saint-Chels (med Céléjem in Lotom)
  - Causse de Limogne (južno od Lota)
- rečne doline
- Limargue – naravna regija na vzhodu
- Quercy blanc – naravna regija na jugu

### Apnenčaste planote
Apnenčaste planote pokrivajo površino približno 8000 km². Geološko osnovo tvori debela plast apnenca, ki ga je odložilo Jursko morje. V kamnino, ki je zaradi preperevanja postala porozna, padavine takoj pronicajo in tvorijo suho, kamnito planoto, na kateri prevladujejo suha travišča in puhasti hrasti. Za tukajšnjo pokrajino so značilni kraški pojavi, kot so doline ali vrtače, jame in naravni rovi. Dobro znan primer takšne jaška je Gouffre de Padirac.
Za ovčerejo je še posebej primerna suha travnata pokrajina. Na tej površini, ki jo sestavljajo skalnate plošče, kljub suši uspevajo zelo odporne rastlinske vrste: lišaji in različne vrste homulic. V sledovih, ki jih pustijo ovce, vsako leto gnezdijo majhne rastline, za katere je značilna kratka življenjska doba. Med njimi je tudi zaščitena vrsta Arenaria. Globlja tla nudijo kukavičevkam dobre pogoje za razvoj in od pomladi do poletja narcisa razgrne svoje pisane cvetne liste. Temu okolju se je prilagodila tudi specifična favna. Tukaj lahko srečate največjega evropskega kuščarja bisernino kuščarico (Timon lepidus), redkega metulja v južni Franciji - navadna ivanjščica (Zygaena filipendulae), ali vreščečo prlivko (Burhinus oedicnemus), majhnega pobrežnika, ki se s svojim perjem popolnoma zlije z okolico.

### Rečne doline
Vodotoki, ki tečejo po dolinah, zagotavljajo rodovitno zemljo, ki se uporablja za kmetijstvo. Navdušujejo s svojim zelenim rastlinjem in žarečimi skalami. Številne pa so tudi reke, ki tvorijo suhe in erodirane doline, npr. B. Alzou ali Ouysse, ki preživi 3/4 svojega toka pod zemeljskim površjem. Tu reka na mestu ponikanja ponikne v podzemlje in se navadno pojavi šele na dnu doline v obliki kraškega izvira. Sredi poletja je presenetljiv kontrast med toploto apnenčastih planot in svežino dolin. Velike doline imajo strogo gradacijo glede na višinsko plastovitost. Vsaka stopnja ustreza ločenemu področju življenja:
- sama reka in njena obrežna vegetacija tvorita poseben biotop, ki ga izkoriščajo tudi mlini in ladijski promet,
- dno doline, kjer lahko pride do poplav, je večinoma nenaseljeno in se večinoma uporablja le za hleve in sušilnice tobaka,
- aluvialne terase, ki so pogosto ločene od dolinskega dna z gozdno kuliso, so danes namenjene prometnicam. Ta naseljeni sektor je v veliki meri zaščiten pred poplavami, na njem pa so tudi kmetijski pridelki, trta in sadno drevje.
- na bregovih doline - izmenjujejo se skale in gozdnata pobočja - ležijo prvotne vasi, ki jih pogosto obkrožajo ali dvigajo gradovi. V tako imenovanih rušitvah pogosto najdemo bivalne jame.

Zaradi bogastva naravnega okolja je več dolin del evropskega omrežja zavarovanih območij Natura 2000. Zlasti doline Rauze in Vers ponujajo odlične življenjske razmere za redke vrste metulja močvirskega cekinčka in sokola selca, ki rad gnezdi tukaj v skalah. V dolinah Ouysse in Alzou so kot posebna favna tudi vidre in netopirji, ki so se tam ustalili.

### Limargue
Dlje proti vzhodu, med Causse de Gramat in pokrajino Ségala, se apnenčasto podtalje spremeni v glinasti lapor ali apnenčast lapor, ki tvori zeleno bocage pokrajino, značilno za Limargue. Tvori ozek pas rodovitne zemlje, ki povezuje reki Lot in Dordogne. Od Figeaca do Saint-Céréja so na tem območju griči, posejani z majhnimi vasicami in bujno vegetacijo z večjimi drevesnimi sestoji. Sledi dolinam, ki se odpirajo iz apnenčaste planote Causse der Gramat in zagotavljajo obilno namakanje iz različnih kraških izvirov.

### Quercy blanc
Jugozahodno od naravnega parka, okoli Lalbenque in Cieuraca, se začne območje Quercy blanc (beli Quercy), ki sega do doline Garone. Ime izvira iz dejstva, da se v podzemlju pojavljajo školjkast apnenec, kreda in lapor. To vodi do posebnosti, da se voda iz močnega spomladanskega deževja shrani, tudi če se njihova površina poleti močno posuši. Ta začasna vlaga omogoča razvoj rastlinskih vrst, ki jih sicer najdemo le v vlažnih območjih Sredozemlja: Aphyllanthes monspeliensis ali morskega trpotca (Plantago maritima). Sadno drevje in intenzivno poljedelstvo zaznamujeta hribovito pokrajino na jugu, sever je posvečen kulturi tartufov.